# Mydłodrzewowate
Mydłodrzewowate (Quillajaceae) – monotypowa rodzina obejmująca rodzaj mydłodrzew (Quillaja), zwany też kwilaja i mydłoka. Rośliny te dawniej zaliczane były do rodziny różowatych, współcześnie uważane są za klad bazalny w obrębie bobowców (Fabales). W obrębie rodzaju wyróżnia się dwa gatunki pochodzące z Ameryki Południowej – Quillaja saponaria rośnie w Chile, a Quillaja lancifolia w Peru oraz na wschodzie kontynentu – w północnej Argentynie, w Urugwaju i w południowej Brazylii.
Kora Q. saponaria wyróżnia się znaczną zawartością saponin, w efekcie była używana jako mydło. Indianie wykorzystywali ją też jako leczniczą w infekcjach dróg oddechowych, ze względu na zwiększanie wydzielania śluzu i ułatwianie odkrztuszania.
Nazwa rodzaju i rodziny utworzona została na bazie araukańskiej nazwy tych drzew latynizowanej w formie quillai lub killai.

## Morfologia
PokrójZimozielone krzewy lub małe drzewa, luźno ulistnione.
LiścieUlistnienie skrętoległe, liście ogonkowe, wsparte drobnymi i szybko odpadającymi przylistkami. Blaszka jest skórzasta, całobrzega, o użyłkowaniu pierzastym.
KwiatyWyrastają na szczytach pędów i w kątach liści zebrane po kilka w kwiatostany, w obrębie których kwiat szczytowy jest obupłciowy, a znajdujące się poniżej niego są męskie. Kwiaty pięciokrotne – kielich składa się z 5 wolnych działek, a korona kwiatu z 5 łopatkowatych płatków barwy białej lub kremowej. Na dnie kwiatu znajduje się okazały dysk miodnikowy. Pręcików jest 10 zebranych w dwa okółki. Ich nitki są szydlaste, pylniki otwierają się podłużnymi pęknięciami. Zalążnia jest górna, tworzona przez 5 owocolistków połączonych u dołu, a u góry wolnych i zakończonych własnymi szyjkami.
OwoceGwiazdkowatego kształtu, składają się z pięciu pękających od góry, skórzastych mieszków. Każdy zawiera jedno oskrzydlone nasiono.

## Systematyka
Pozycja systematyczna według APweb (aktualizowany system APG IV z 2016)
Rodzaj Quillaja dawniej zaliczany był zwykle do rodziny różowatych ze względu na morfologiczne podobieństwo do niektórych jej przedstawicieli (zwłaszcza Kageneckia). Różni się jednak liczbą chromosomów i ostatecznie o pozycji filogenetycznej rodzaju rozstrzygnęły badania molekularne. Współcześnie rodzaj wyodrębniany we własnej rodzinie uznawany jest za klad bazalny w obrębie bobowców (Fabales).
|  | bobowate Fabaceae                                                                        |
|  |                                                                                          |
|  | \| \| krzyżownicowate Polygalaceae \| \| \| \| \| \| zabłędowate Surianaceae \| \| \| \| |
|  |                                                                                          |
|  | krzyżownicowate Polygalaceae                                                             |
|  |                                                                                          |
|  | zabłędowate Surianaceae                                                                  |
|  |                                                                                          |

|  | krzyżownicowate Polygalaceae |
|  |                              |
|  | zabłędowate Surianaceae      |
|  |                              |

|  | bobowate Fabaceae                                                                        |
|  |                                                                                          |
|  | \| \| krzyżownicowate Polygalaceae \| \| \| \| \| \| zabłędowate Surianaceae \| \| \| \| |
|  |                                                                                          |
|  | krzyżownicowate Polygalaceae                                                             |
|  |                                                                                          |
|  | zabłędowate Surianaceae                                                                  |
|  |                                                                                          |

|  | krzyżownicowate Polygalaceae |
|  |                              |
|  | zabłędowate Surianaceae      |
|  |                              |

Wykaz gatunków
- mydłodrzew brazylijski Quillaja brasilensis (A.St.-Hil. & Tul.) Mart.
- mydłodrzew właściwy Quillaja saponaria Molina